# Alchemilla hybrida
Alchemilla hybrida là loài thực vật có hoa trong họ Hoa hồng. Loài này được (L.) Mill. mô tả khoa học đầu tiên.